# Viñón (Cantabria)
Viñón es una localidad del municipio de Cillorigo de Liébana, en la comarca de Liébana (Cantabria, España). Se encuentra a 660 m s. n. m. y dista 5,4 kilómetros de Tama, la capital municipal. Tiene 44 habitantes (INE, 2008). El «enebro de Viñón» es un árbol considerado singular. De su patrimonio arquitectónico destaca la iglesia parroquial, reformada en el siglo XVI.